# Милан Орловић
Милан Орловић (енгл. Milan Orlović; 31. јануар 1989) српски је рагбиста и репрезентативац, који тренутно игра за Рад. Са Радом је освојио 4 национална купа и 7 титула првака државе. Један је од најбољих српских рагбиста 21. века.